# Tantilla robusta
Tantilla robusta (пуебласька багатоніжкова змія) — вид змій родини полозових (Colubridae). Ендемік Мексики.

## Поширення і екологія
Пуеблаські багатоніжкові змії відомі з типової місцевості, розташованих в горах Східної Сьєрра-Мадре в мексиканському штаті Пуебло, на висоті 800 м над рівнем моря. Вони живуть у вологих гірських тропічних лісах та на плантаціях.